# Keverőpult

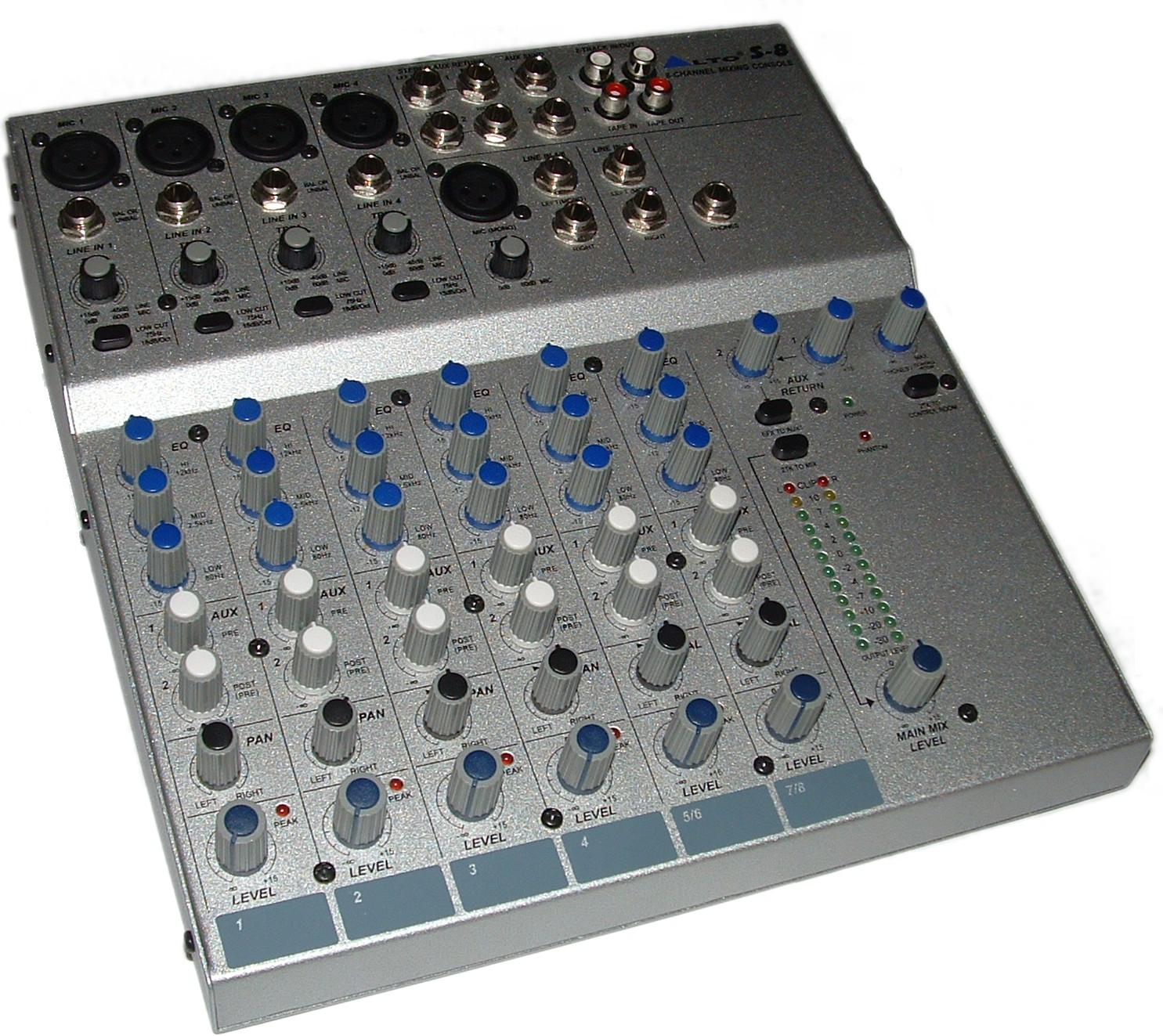
ALTO S-8 nyolccsatornás keverőpult

A keverőpult minden hangtechnikai rendszer alapvető egysége. Feladata a beérkező jelek összekeverése egy; illetve sztereó csatornák esetben két jellé (jobb és bal oldal).

## Főbb részei

### Csatornák
A keverőpult alapvető egységei a csatornák. Egy csatornába egy bejövő jel érkezik. (Egy beérkező jel lehet például egy mikrofon jele.) Az egyszerű DJ-keverőpultok általában két lejátszókhoz kapcsolt és egy mikrofonbemenettel rendelkeznek. Vannak ennél nagyobb keverőpultok 4 csatornával; de rendezvények, kisebb zenekarok hangosításához is már legalább 12-24 csatornára van szükség.
Kövessük végig egy csatorna részeit:

Egy csatorna a következő be- és kimenetekkel rendelkezik: mikrofonbemenet, vonalbemenet, insert-bemenet, direct-kimenet. A keverő tetején egy „GAIN” jelzésű potenciométert találunk, amivel a megfelelő szintre erősíthető a jel. Ezt követően a hangszínt állíthatjuk be. Egyszerűbb modelleknél csak a mély-magas-középet állíthatjuk, a komolyabb termékeknél azonban több lehetőség kínálkozik (pl.: parametrikus közép, jóság).

Ezután a csatorna jelét segédláncutakra ágaztathatjuk el. (Ilyenek az effektcsatornák, vagy AUXok.) Ezeknek a csatornáknak külön ki- és bemenetük van (send-return). Az insert lehetőség csatornánkénti külső eszköz beszúrását teszi lehetővé (hasonló a master-section send-return-jéhez). Az AUX-csatornák leágaztatásánál rendelkezésünkre áll egy pre-post kapcsoló, ami azt jelenti, hogy a keverő alján lévő tolópotenciométerek (faderek) előtt vagy után ágazódjon le a jel. Ezt követi panoráma beállítása (jobb vagy bal oldal), majd a már említett faderek következnek. Ezek segítségével állíthatjuk be a jel erősítését, a többi csatornához viszonyított arányát. A busz-kapcsolókkal a jelet a csatornákra (group) küldhetjük ki.

A legtöbb stúdiókeverőnél van lehetőség +48 V fantomtáp kapcsolására a mikrofonsávokon. A stúdiókeverők sávjainak nagy része mono, csak a group szekció előtt található pár sztereó sáv (például a Yamaha MG32/14 FX keverőjén 24 mono és 4 sztereo sáv található, 4 csoporttal kiegészülve)

### Master-szekció
A master-szekcióba már az összekevert jel érkezik. Itt foglal helyet a főpotenciométer vagy master-szabályzó, amivel szabályozhatjuk, hogy mekkora jel menjen a végfokok felé. Optimális esetben a kimeneti szint 0 dB (Feltéve, hogy a keverő kimenete pl +4 dBU és a végfok bemenetére ugyanez áll fenn). A piros master-szabályzó mellett foglalnak helyet a buszok potenciométerei is.
Ezek fölött helyezkedik el a LED-es kivezérlésjelző, az effekt-szekció (nem minden keverőpulton) és az AUX-csatornák send-return szabályzói. Régebbi keverőknél a kivezérlésjelzést analóg (mutatós) VU-méterek látták el.
Csatlakozók:
- A keverőpulthoz RCA LR vagy AB csatlakozók, illetve sima "jack" 3,5 mm csatlakozók járnak.
- Drágább modelleknél (stúdiókeverő) a keverőpult elejébe több mikrofon midi hangszer jele köthető.
- DJ-keverőnél általában 6×2 db RCA csatlakozás Ezek line 1 line 2 line 3 stb és phono 1 2 3 stb.
- Ehhez társul még 1 db mikrofon bemenet.

## Fajtái
Felhasználásuk szerint:
- Hangstúdiókeverők (sok bemeneti csatorna, sávonkénti rögzítési lehetőség)
- Broadcast keverők (rádióban és televízióban használatos eszközök, a digitálisok programozhatósággal)
- Zenekari keverők (nagyobb terjedelmű berendezések, sok bemeneti csatornával)
- DJ-keverők (egyszerűbb felépítés és logikus elrendezés jellemzi őket)